# Ante Grgić
Ante Grgić (Vranjic, 4. lipnja 1940. — Split, 26. ožujka 2020.), hrvatski nogometaš, nogometni trener, trenerski mentor, trenerski instruktor i opservator-skaut.

## Životopis
Rodio se je u Vranjicu. Nogometom se je počeo baviti u mjesnom klubu Omladincu. S nepunih je 18 godina, 1958., zaigrao za prvu momčad. Imao je dobru pozicijsku igru, dobru igru glavom, objema nogama, bio je vrlo borben te je bilo jasno da je kalibar igrača na najviši razred natjecanja. 1962. godine prešao je u splitski Hajduk, za koji je igrao do 1964. i za koji je odigrao sedam utakmica. Prva službena za Hajduk bila je 7. srpnja 1963. godine u Rapan kupu protiv Odre u kojoj je Hajduk pobijedio. Da ozljeda nije omela Grgića, ostvario bi više nastupa. 1964. je godine prešao u NK Šibenik. Na Šubićevcu je mogao iskazati do kraja sve svoje sposobnosti. U Šibeniku je ostao dugo te je čak bio i trenerom. Priznanje je stiglo 1972. kad je proglašen za najboljeg športaša Grada Šibenika. Jednu je sezonu odigrao u Kninu za Dinaru. U Split se je vratio 1982. gdje je obnašao dužnost trenerskog instruktora Nogometnog saveza dalmatinske regije. Nakon nekoliko godina je opet u Hajduku, gdje je bio sve do umirovljenja 2006. godine trener u omladinskoj školi, vodeći sve kategorije mlađih uzrasta, odgojivši pri tom brojne legende splitskog i hrvatskog nogometa. Uz to je u Hajdukovoj nogometnoj školi bio i mentor mlađim trenerima te opservator – skaut. Osim u Hajduku, bio je trener u omladinskom pogonu splitskog Dalmatinca.

## Nagrade i priznanja
Dobio je brojna športska priznanja. Ističu se:
- Športaš godine Grada Šibenika 1972. godine.
- Povelja povodom 100 godina Hajduka.